# مل چارلز
مل چارلز (انگلیسی: Mel Charles; ۱۴ مهٔ ۱۹۳۵ – ۲۴ سپتامبر ۲۰۱۶) فوتبالیست اهل بریتانیا بود.
از باشگاه‌هایی که در آن بازی کرده‌است می‌توان به باشگاه فوتبال کاردیف سیتی، باشگاه فوتبال آرسنال، باشگاه فوتبال پورت ویل، باشگاه فوتبال سوانزی سیتی، باشگاه فوتبال لیدز یونایتد، و تیم ملی فوتبال ولز اشاره کرد.
وی همچنین در تیم‌های ملی فوتبال زیر ۲۳ سال ولز بازی کرده‌است.